# Dendrophthora intermedia
Dendrophthora intermedia là một loài thực vật có hoa trong họ Santalaceae. Loài này được (Rizzini) Kuijt mô tả khoa học đầu tiên năm 1996.